# Dolga Raka
Dolga Raka – wieś w Słowenii, w gminie Krško. W 2018 roku liczyła 63 mieszkańców.